# Campeonato Guianense de Futebol de 2020-21
A GFF Elite League 2020-21 seria a 19ª edição oficial do Campeonato Guianense de Futebol. No entanto, a organização da liga ficou suspensa devido à situação política interna na Federação da Guiana e, até o final de 2020, à pandemia de COVID-19. 
A edição foi confirmada apenas em 5 de janeiro de 2021 pela federação guianense, estando programada para iniciar na primeira quinzena de março. Entretanto, novos contratempos por conta da pandemia no país levaram ao cancelamento da temporada, com os times se concentrando a partir de novembro na Copa da Guiana de Futebol de 2021.

## Equipes participantes
Nesta temporada, participariam as mesmas 10 equipes da época anterior, já que não houve rebaixamento em 2019.
| Time                    | Cidade     | Em 2019      | Participações na liga | Melhor resultado na liga(LIG) |
| ----------------------- | ---------- | ------------ | --------------------- | ----------------------------- |
| Ann's Grove United      | Georgetown | 10º colocado | 3ª                    | 8º colocado (2017-18)         |
| Buxton United FC        | Buxton     | 5º colocado  | 5ª                    | 4º colocado (2016-17)         |
| Den Amstel FC           | Leonora    | 3º colocado  | 3ª                    | 3º colocado (2017-18)         |
| Fruta Conquerors (C)    | Georgetown | Campeão      | 5ª                    | Campeão (2017-18, 2019)       |
| Guyana Defence Force FC | Georgetown | 4º colocado  | 5ª                    | Campeão (2016-17)             |
| Milerock FC             | Linden     | 8º colocado  | 3ª                    | 7º colocado (2017-18)         |
| Police FC               | Georgetown | 7º colocado  | 2ª                    | 7º colocado (2019)            |
| Santos FC               | Georgetown | 6º colocado  | 2ª                    | 6º colocado (2019)            |
| Victoria Kings FC       | Georgetown | 9º colocado  | 4ª                    | 3º colocado (2016-17)         |
| Western Tigers FC       | Georgetown | Vice-campeão | 3ª                    | Vice-campeão (2019)           |

## Regulamento
As dez equipes jogariam entre si em sistema de turno e returno, sendo declarada campeã aquela que somasse mais pontos ao final da temporada. As duas equipes piores colocadas na tabela final seriam rebaixadas para a segunda divisão do país.
No entanto, nenhuma partida do torneio foi realizada, ficando o mesmo suspenso por 3 anos, até seu retorno em 2023.

## Premiação
| Campeonato Guianense de Futebol de 2020-21 |
| Guiana                                     |
| ------------------------------------------ |
| Não houve campeão (0º título)              |